# Alchemilla acutidens
Alchemilla acutidens é uma espécie de rosácea do gênero Alchemilla, pertencente à família Rosaceae.